# Jean Rey (résistant)
Pour les articles homonymes, voir Jean Rey.
Eugène Reilhac, né le 9 juillet 1920 à Bergerac et Mort pour la France le 28 août 1943 à Ielnia, est un militaire et résistant français, Compagnon de la Libération.

## Biographie

### Jeunesse et formation
Fils d'un retraité et d'une tailleuse, Jean Rey naît le 9 juillet 1920 à Bergerac, en Dordogne. Arrêtant prématurément ses études, il travaille dès ses 17 ans dans l'aviation civile et obtient un brevet de pilote. En juin 1939, il décide de s'engager dans l'Armée de l'air et, le mois suivant, converti son brevet civil en brevet de pilote militaire. D'abord affecté à l'école acrobatique de la base aérienne d'Étampes, il est ensuite promu sergent et muté à Fès, au Maroc.

### Seconde Guerre mondiale
Stationné de mars à juillet 1940 à la base aérienne de Canrobert puis à la base aérienne de Meknès, il ne peux participer à la bataille de France mais décide de poursuivre la lutte contre l'Allemagne dès l'armistice du 22 juin 1940. Désireux de rejoindre la France libre, il tente de s'évader par avion depuis la base de Fès en janvier 1941 mais l'appareil ne démarre pas et il est arrêté par les troupes restées fidèles au régime de Vichy,. Condamné à 10 ans de travaux forcés, il est interné à la forteresse de Port-Lyautey où il passe plusieurs mois avant d'être libéré par les alliés le 17 novembre 1942 lors de l'opération Torch,.
Jean Rey rejoint alors l'Angleterre où il arrive en février 1943. Engagé dans les forces aériennes françaises libres, il suit un entraînement au camp de Camberley et est promu aspirant. Il se porte alors volontaire pour combattre sur le front russe et est à ce titre affecté le 3 août 1943 au groupe de chasse Normandie-Niemen qui combat aux côtés de l'armée rouge. Le 28 août 1943, il prend place comme observateur dans un Polykarpov U-2 pour une mission de liaison,. Égaré, l'appareil passe au-dessus des lignes allemandes et est pris pour cible par la Flak,. Touché par un éclat d'obus, Jean Rey meurt à sa place tandis que son pilote parvient à ramener l'avion endommagé à sa base,. D'abord inhumé à Spas-Demensk, il est ensuite rapatrié et réinhumé dans sa ville natale de Bergerac.

## Décorations
|  |  |  |  |  |  |
|  |  |  |  |  |  |

| Chevalier de la Légion d'Honneur    | Chevalier de la Légion d'Honneur    | Chevalier de la Légion d'Honneur    | Compagnon de la Libération Par décret du 11 avril 1944 | Compagnon de la Libération Par décret du 11 avril 1944 | Compagnon de la Libération Par décret du 11 avril 1944 | Croix de guerre 1939-1945 Avec une palme                             | Croix de guerre 1939-1945 Avec une palme                             | Croix de guerre 1939-1945 Avec une palme                             |                                                                      |                                                                      |                                                                      |
| Médaille de la Résistance française | Médaille de la Résistance française | Médaille de la Résistance française | Médaille de la Résistance française                    | Médaille de la Résistance française                    | Médaille de la Résistance française                    | Médaille commémorative des services volontaires dans la France libre | Médaille commémorative des services volontaires dans la France libre | Médaille commémorative des services volontaires dans la France libre | Médaille commémorative des services volontaires dans la France libre | Médaille commémorative des services volontaires dans la France libre | Médaille commémorative des services volontaires dans la France libre |

## Hommages
- Dans son département natal, les communes de Périgueux, Bergerac et Le Bugue ont chacune baptisé une rue en son honneur[6],[7],[8]. Une rue de l'aspirant Jean Rey existe également à Pessac en Gironde[9].
- À Bergerac, son nom est inscrit sur une stèle commémorative aux pilotes de la seconde guerre mondiale[10].
- Aux Andelys, il est mentionné sur le mémorial de l'escadrille Normandie-Niemen[11].
- À Colombey-les-Deux-Églises, son nom figure sur une plaque commémorative au Normandie-Niemen[12].
- Au Bourget, une stèle commémorative du régiment de chasse Normandie-Niemen porte son nom[13].
- À Moscou, il est inscrit sur une plaque commémorative Normandie-Niemen[14].
- À Polotnyany Zavod, son nom est inscrit sur le monument commémoratif de l'escadrille Normandie-Niemen[15].